# 阿尔泽尔格兰德
阿尔泽尔格兰德（義大利語：Arzergrande），是意大利威尼托大区帕多瓦省的一个市镇。总面积13.63平方公里，人口4674人，人口密度342.9人/平方公里（2009年）。国家统计（ISTAT）代码为028007。